# Callerya
Callerya,  rod mahunarki iz tribusa Wisterieae, dio potporodice Faboideae. Pripada mu 13 vrsta uglavnom lijana i grmovitih penjačica, te dvije vrste stabala. Rod je raširen po Kini, Indokini, Malajskom poluotoku, Himalajama.

## Vrste
1. Callerya bonatiana (Pamp.) L.K.Phan
2. Callerya cinerea (Benth.) Schot
3. Callerya cochinchinensis (Gagnep.) Schot
4. Callerya congestiflora (T.C.Chen) Z.Wei & Pedley
5. Callerya dielsiana (Harms ex Diels) L.K.Phan ex Z.Wei & Pedley
6. Callerya dorwardii (Collett & Hemsl.) Z.Wei & Pedley
7. Callerya gentiliana (H.Lév.) Z.Wei & Pedley
8. Callerya longipedunculata (Z.Wei) X.Y.Zhu
9. Callerya nitida (Benth.) R.Geesink
10. Callerya oosperma (Dunn) Z.Wei & Pedley
11. Callerya sericosema (Hance) Z.Wei & Pedley
12. Callerya sphaerosperma (Z.Wei) Z.Wei & Pedley
13. Callerya tsui (F.P.Metcalf) Z.Wei & Pedley